# Main Street (livro)
Main Street (em português: Rua Principal) é um livro de autoria de Sinclair Lewis publicado em 1920.
Considerado seu maior sucesso literário, foi lançado após Nosso Mr. Wrem (título original: Our Mr. Wrenn) e A Trilha do Falcão (título original: The Trail of the Hawk), obras que não empolgaram, tanto em crítica quanto em público.
Rua Principal mostra o tédio e a aridez intelectual dos pequenos centros do oeste americano quando uma moradora do leste se casa com um médico e muda-se para uma retrógrada cidade do interior.

## Resumo do enredo
Carol é uma jovem mulher, liberal, de espírito livre que foi criada em Saint Paul, Minnesota, a capital do estado e casa com Will, um médico que é originário de uma pequena cidade do interior.
Quando se casam, Will convence-a a irem viver na sua cidade natal de Gopher Prairie, também no Minnesota, uma cidade modelada em Sauk Centre, que foi o local de nascimento do escritor. Carol ficou consternada com o atraso de Gopher Prairie. Mas o seu desdém pela fealdade física e pelo presunçoso conservadorismo dos habitantes leva-a a querer mudá-los.

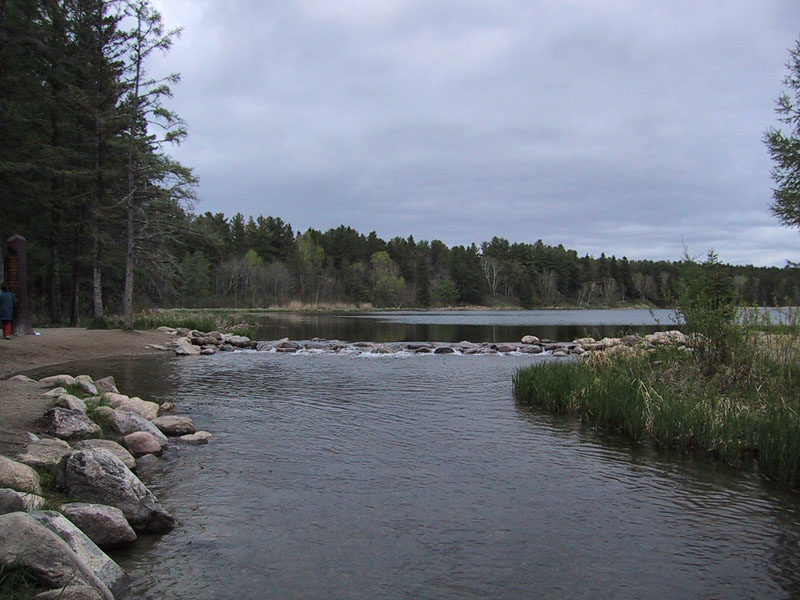
Paisagem rural no Minnesota, neste caso o Lago Itasca, a nascente do Rio Mississippi.

Conversa com os conterrâneos sobre alterações progressistas, junta-se a clubes de mulheres, distribui literatura e faz festas para animar os habitantes de Gopher Prairie. Apesar de amigáveis, os seus esforços são ineficazes, sendo constantemente ridicularizada pelos principais fazedores de opinião.
Ela encontra conforto e companheirismo fora de sua classe social, mas afastam-na destas companhias sucessivamente.
Na sua infelicidade, Carol deixa o seu marido e desloca-se para a capital Washington, D.C. durante algum tempo, mas acaba por voltar. Não obstante, Carol não se sente derrotada:
Não aceito que a Main Street seja assim tão bonita como poderia ser! Não aceito que Gopher Prairie seja maior ou mais generosa do que a Europa! Não aceito que lavar louça seja o suficiente para satisfazer todas as mulheres! Posso não ter lutado da melhor maneira, mas mantenho a fé. (Capítulo 39)

## Significado e crítica literária
Alguns dos contemporâneos de Lewis consideraram o romance como muito sombrio, mesmo sem sentido de humor, no seu retrato da vida e das pessoas incultas de uma pequena cidade. Anaïs Nin, por exemplo, não gostava do livro e citou uma revisão de Cathrin Beach Ely que concordava com ela. No entanto, Main Street é geralmente considerada como uma das obras mais significativas e duradouras de Lewis, juntamente com a que lhe sucedeu em 1922, Babbitt.
Alguns habitantes de cidades pequenas ressentiram-se do seu retrato no livro ao ponto de este ter sido banido da biblioteca pública de Alexandria no Minnesota.
Por causa da popularidade adquirida por Lewis e pelo seu livro, as equipas do secundário da sua cidade natal de Sauk Centre, começaram a ser chamadas de 'Main Streeters' logo no ano lectivo de 1925-26. Este nome era dado aos desta cidade pelas cidades vizinhas em eventos escolares. A escola pública secundária de Sauk Centre ainda usa o cognome de MainStreeters em homenagem a Lewis.

## Alusões/referências à história, geografia e cultura
A história passa-se em Gopher Prairie, uma versão ficcionada de Sauk Centre, a cidade natal de Lewis. O romance tem lugar na década de 1910, com referências ao início da I Guerra Mundial, à entrada dos EUA nas hostilidades e aos anos após o fim da guerra, incluindo o início da Lei seca.
Tendo o livro sido publicado em 1920, Lewis não poderia ter escrito sobre os Loucos anos Vinte ou a Grande Depressão que vieram a seguir, mas os seus personagens dão voz a muitas das atitudes sociais e culturais que se tornariam significativas nos anos vindouros.

## Prémios e nomeações
A Main Street foi inicialmente atribuído o prémio Pulitzer de 1921, mas o Conselho da Fundação do Prémio anulou a decisão do júri, tendo o prémio sido atribuido, em substituição, a A Idade da Inocência (The Age of Innocence) de Edith Wharton. Em 1926 Lewis recusou o Pulitzer quando este lhe foi atribuído pela obra  Arrowsmith.
Em 1930, Lewis foi o primeiro norte-americano a quem foi atribuído o Prémio Nobel de Literatura. Ainda que o Prémio Nobel seja concedido ao autor, e não a uma obra específica, Main Street era a obra mais conhecida de Lewis e muito popular na época, tendo no discurso de apresentação do Comité Nobel sido citados Main Street e Arrowsmith. O Prémio Nobel foi concedido "...pela sua arte vigorosa e gráfica de descrição e pela sua capacidade de criar, com inteligência e humor, novos tipos de personagens."
Em 1998, a Modern Library (Biblioteca Moderna) colocou Main Street no lugar 68 na sua lista dos melhores romances em língua inglesa do século XX.